# Enchomyia penai
Enchomyia penai là một loài ruồi trong họ Tachinidae.